# 臺灣簇蟲
臺灣簇蟲（学名：Ascogregarina taiwanensis）为衣孢蟲科簇蟲屬下的一个种。